# Diplomacia informal

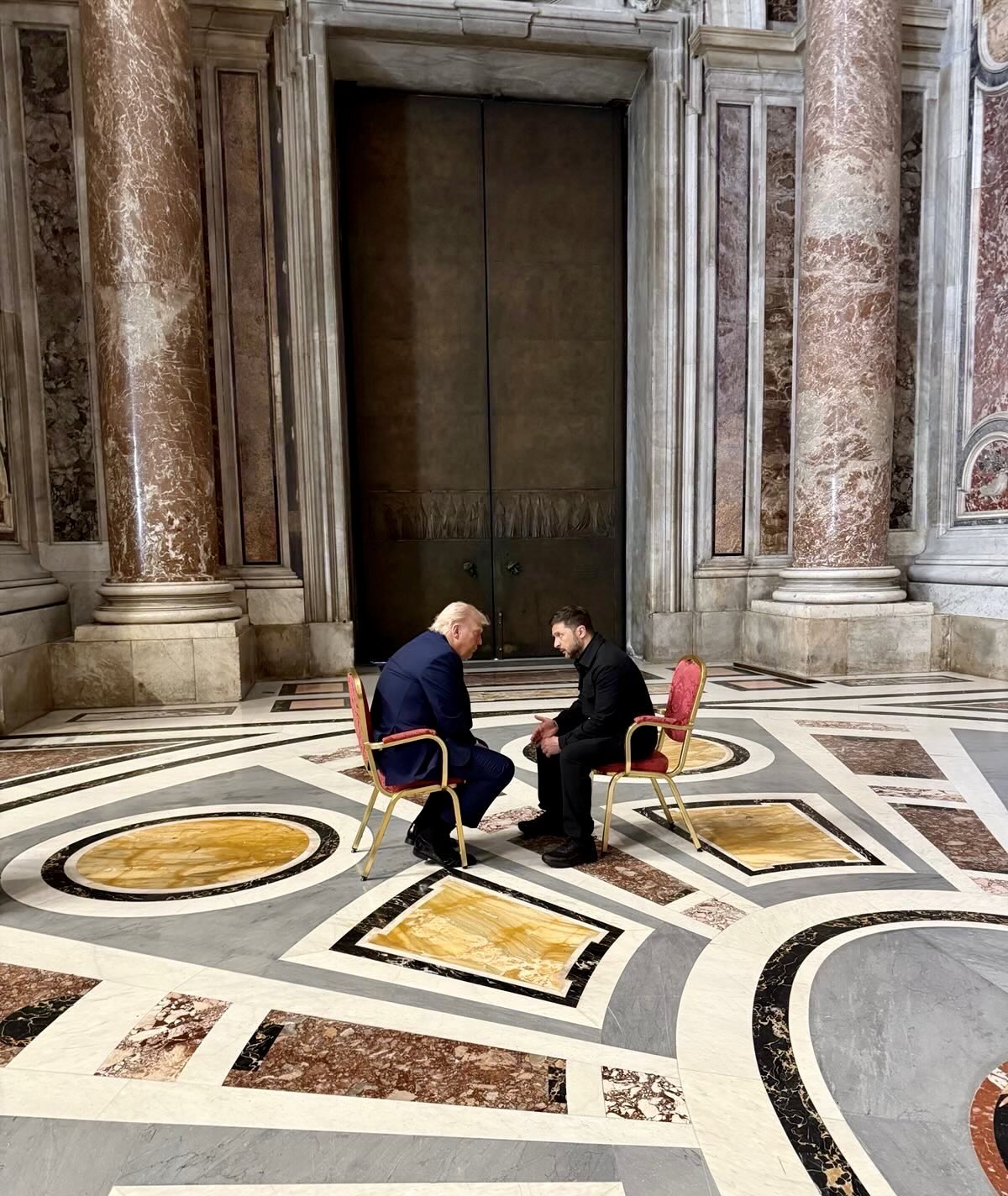
El presidente estadounidense Donald Trump y el presidente ucraniano Volodímir Zelenski se reunieron en la Basílica de San Pedro antes del funeral del papa Francisco, el 26 de abril de 2025.

La diplomacia informal ocurre cuando los políticos tienen breves encuentros informales fuera de los canales diplomáticos normales.
El corresponsal de la BBC, James Landale, describió «conversaciones fortuitas que pueden tener lugar al margen de una cumbre o una ceremonia» cuando los líderes «tienen roce» entre sí. El término se refiere a líderes «teniendo roce» en un evento diplomático. Un roce es un encuentro más breve y casual entre líderes en un evento que una «discusión aparte». El roce es parte de una serie de encuentros informales en las cumbres, junto con un momento de separación, una caminata y charla o un «tête-à-tête rápido en una habitación lateral». Estos encuentros se vieron obstaculizados por la pandemia de COVID-19, que vio el auge de la diplomacia digital y el declive del encuentro «cara a cara».

## Ejemplos
El saludo de paz en los funerales papales se ha considerado especialmente problemático en momentos de «roce» informal, ya que los líderes pueden encontrarse inesperadamente con otros que normalmente evitarían. En el funeral del papa Juan Pablo II, el príncipe Carlos de Gales estrechó inesperadamente la mano del presidente de Zimbabue, Robert Mugabe, a quien se le había prohibido viajar a la Unión Europea. El funeral del papa Francisco en abril de 2025, la mayor reunión de líderes mundiales desde el funeral de Isabel II del Reino en septiembre de 2022, ofreció una oportunidad para una diplomacia informal. El presidente de Estados Unidos, Donald Trump, y el presidente ucraniano, Volodímir Zelenski, se reunieron en la Basílica de San Pedro antes del funeral y discutieron un posible alto el fuego para la invasión rusa a Ucrania. Ambos se habían encontrado por última vez en una reunión en la Casa Blanca dos meses antes.
En Japón, el término «diplomacia de funeral» (弔問外交 chōmon gaikō?) se utiliza para describir los encuentros informales entre líderes que asisten a los funerales. Noboru Takeshita y Toshiki Kaifu, ambos en funciones de primer ministro en el momento del funeral de Estado del emperador japonés Hirohito y la entronización de Akihito respectivamente, se reunieron con varios líderes mundiales que asistieron a los eventos en Japón. El funeral de Hirohito también brindó una oportunidad para que los funcionarios de China e Indonesia discutieran brevemente la normalización de las relaciones diplomáticas.
Antes de la ceremonia de apertura de los Juegos Olímpicos de Londres 2012, a algunos líderes se les permitió un encuentro «de pasada» con el primer ministro del Reino Unido, David Cameron, quien ya se había reunido formalmente con líderes de países más estratégicos en el 10 de Downing Street.